# Henri Ier de Ziębice
Henri Ier de Ziębice ( polonais: Henryk I Ziębicki); né vers  1346/1350 – †  après 8 aout 1366 vers 1370/1385), est un duc titulaire de Ziębice  (allemand Münsterberg) de 1358 jusqu'à sa mort.

## Biographie
Henri est le second fils de Nicolas le Petit, duc de Ziębice, et de son épouse Agnès, fille de Herman Krušina de Lichtenberg.
Après la mort prématurée de leur père en 1358, Henri et son frère ainé Bolko III de Ziębice lui succèdent conjointement à la tête du duché de Ziębice. Toutefois comme ils sont encore mineurs leur mère la duchesse douairière Agnès exerce la régence jusqu'en 1360, quand Bolko III est jugé en âge d'assurer le gouvernement du duché il assume également la régence de son jeune frère.
Afin d'éviter de nouveau partage du petit duché de Ziębice, Henri Ier est destiné dès son jeune âge à la vie religieuse. Le 17 aout 1360 il est nommé par le pape Innocent VI  à la tête du  Chapitre de chanoines de Wroclaw, bien qu'il soit également mentionné qu'il perçoive aussi la prébende de l'Église de la Saintr-Croix également à Wroclaw.
Selon les « Chronique des Ducs de Pologne » (polonais: Kroniki książąt polskich), Henri Ier rejoint l'Ordre Teutonique et meurt en Prusse après avoir abandonné l'Ordre. La date exacte de sa mort qui intervient entre 1370 et 1385 est inconnue.

## Sources
- (en) Cet article est partiellement ou en totalité issu de l’article de Wikipédia en anglais intitulé « Henry I of Ziębice » (voir la liste des auteurs), édition du 1er juillet 2014.
- (de) Europäische Stammtafeln Vittorio Klostermann, Gmbh, Francfort-sur-le-Main, 2004  (ISBN 3465032926),  Die Herzoge von Schweidnitz und Jauer †1368 und Münsterberg †1428 des Stammes der Piasten  Volume III Tafel 12.